# Élections législatives tasmaniennes de 2025
Les élections législatives tasmaniennes de 2025 ont lieu le 19 juillet 2025 afin d'élire les 35 membres de l'Assemblée de l'État australien de Tasmanie.
Le scrutin est organisé de manière anticipée à la suite de l'adoption d'une motion de censure contre le gouvernement minoritaire du Premier ministre libéral Jeremy Rockliff.
Les élections échouent à débloquer la situation en dégageant une majorité claire. Au contraire, les trois principales formations, le Parti libéral, le Parti travailliste et les Verts obtiennent chacun exactement le même nombre de sièges que dans l'assemblée sortante.
Cette situation provoque la conduite d'âpres négociations dans les semaines qui suivent, Jeremy Rockliff et le dirigeant travailliste Dean Winter cherchant tout deux à obtenir une majorité en ralliant le plus possibles de députés indépendants, placés en position de faiseur de roi. Rockliff forme le 11 août un nouveau gouvernement minoritaire, qui est soumis à une motion de censure dès l'ouverture de l'assemblée le 19 août. L'intransigeance de Winter lors des négociations provoque cependant un ralliement de l'ensemble des députés non-travaillistes en faveur de Rockfill, dont le gouvernement sort finalement renforcé par l'échec de la motion de censure.

## Contexte

### Élections législatives de 2024

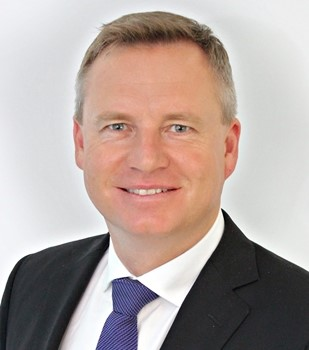
Jeremy Rockliff.

Les élections législatives de mars 2024 amènent à un parlement sans majorité sans réel vainqueur où aucun parti ne parvient à obtenir la majorité absolue des sièges. Le Parti libéral se maintient en tête mais subit un très fort recul, le Premier ministre Jeremy Rockliff ratant son pari d'organiser des élections anticipées afin de retrouver une majorité. Pour autant, le recul des libéraux ne profite finalement pas au Parti travailliste pourtant principal parti d'opposition dans la législature sortante. Les voix perdues par le Parti libéral se répartissent en effet au profit des Verts, des indépendants et du Réseau Jacqui Lambie, qui bénéficient tout trois d'une nette hausse. 
Constatant l'impossibilité pour le Parti travailliste de former un gouvernement, Rebecca White reconnaît la défaite de sa formation au lendemain du scrutin, provoquant ainsi une nouvelle primaire interne pour la direction du parti, en accord avec ses statuts. En position de former un gouvernement minoritaire ou de coalition, Jeremy Rockliff annonce privilégier la première option et chercher à obtenir le soutien en ce sens du Réseau Jacqui Lambie et de plusieurs élus indépendants,,. Le 10 avril, le Parti libéral et le Réseau Jacqui Lambie annoncent la conclusion d'un tel accord, augmenté de l'engagement écrit de l'un des élus indépendants, David O'Byrne, à soutenir le second gouvernement Rockliff,. Bénéficiant ainsi du soutien de 18 députés sur 35, ce dernier prête serment le lendemain même.

### Motion de censure en juin 2025 et élections anticipées

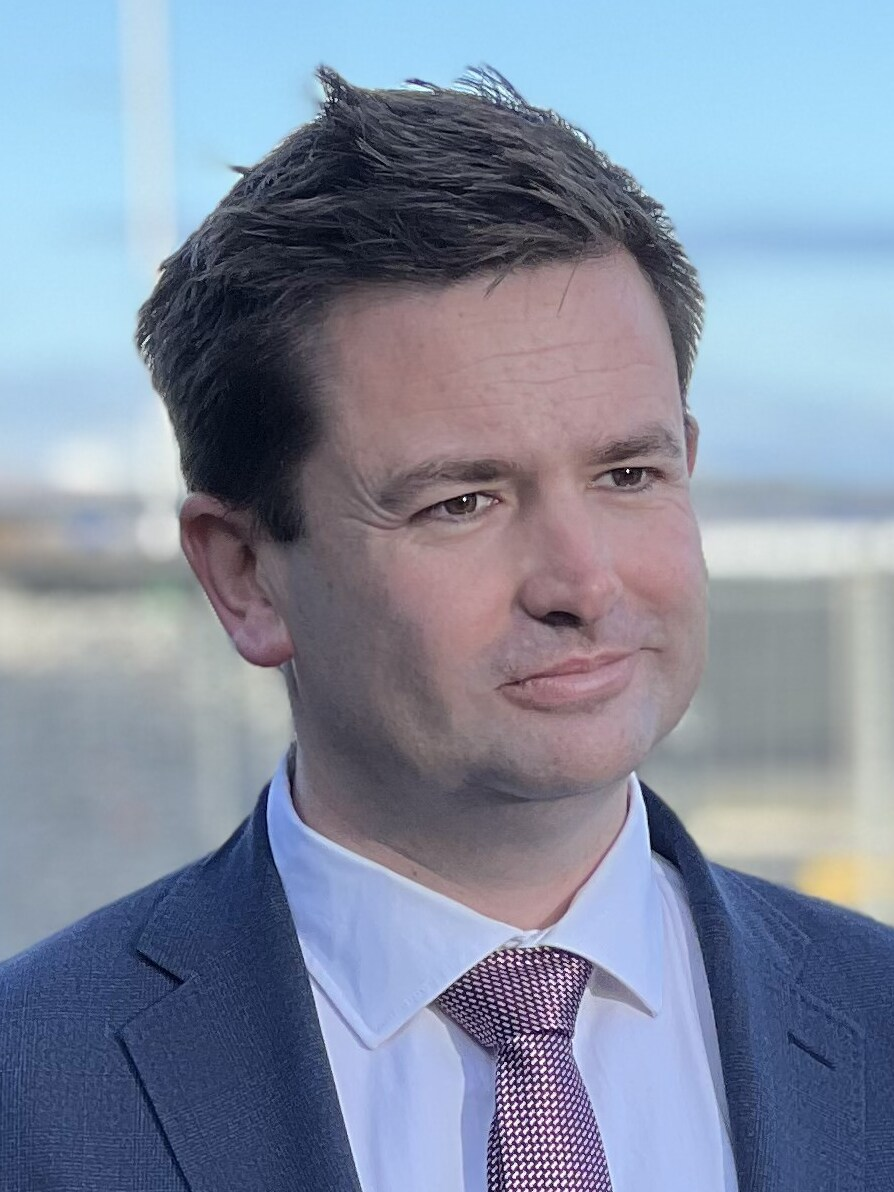
Dean Winter.

Le 4 juin 2025, le chef de l'opposition et dirigeant du Parti travailliste Dean Winter dépose une motion de censure au Parlement contre le Premier ministre Jeremy Rockliff. Winter présente cette motion une semaine après la publication du budget de l'État par le gouvernement qui prévoit quatre exercices déficitaires et une dette atteignant 10,8 milliards de dollars pour l'exercice financier 2028–2029, qualifiant ce budget de « pire budget de l'histoire de l'État ». D'autres sujets alimentent le débat parlementaire autour de la motion notamment les turbulences et retards concernant le remplacement des ferries de Spirit of Tasmania, le projet de stade à Macquarie Point à Hobart, ainsi que la privatisation prévue de certains actifs publics de Tasmanie,. La motion vise spécifiquement à retirer la confiance au Premier ministre Jeremy Rockliff et non au gouvernement dans son ensemble, bien que Rockliff déclare qu'il demandera l'organisation d'élections anticipées si la motion est adoptée.
Le 5 juin 2025, la motion de censure est adoptée par 18 voix contre 17. Elle reçoit le soutien des dix députés travaillistes — y compris une voix décisive de la présidente de l'assemblée Michelle O'Byrne —, des cinq députés des Verts, de deux indépendants — Kristie Johnston et Craig Garland —, et d'Andrew Jenner du Réseau Jacqui Lambie. Avant le vote de la motion, Johnston avait apporté son soutien au gouvernement par un accord de soutien sans participation, tandis que Jenner s'est décrit comme ayant donné un « accord verbal » au gouvernement. Les quatorze députés libéraux et trois indépendants — Miriam Beswick, Rebekah Pentland, et l'ancien chef travailliste devenu indépendant David O'Byrne — votent contre la motion,.
Après l'adoption de la motion Rockliff se rend auprès du lieutenant-gouverneur Christopher Shanahan pour demander une session spéciale du Parlement le mardi suivant. Lors de cette séance, le Parlement examine et adopte des lois d'urgence relatives au budget afin de garantir la rémunération des fonctionnaires au-delà du 30 juin 2025, date d'expiration du budget précédent,. Peu après l'adoption de ces lois, Rockliff rencontre la gouverneure Barbara Baker pour lui demander de convoquer un scrutin anticipé. À la suite de cette rencontre, la gouverneure publie un communiqué indiquant qu'elle prend le temps nécessaire pour examiner toutes les options possibles y compris la possibilité de demander à un autre député libéral de tenter de former un gouvernement minoritaire ou de solliciter le Parti travailliste à cet effet,. Le lendemain, la gouverneure rencontre le chef travailliste Dean Winter, qui réaffirme que son parti ne formera pas de gouvernement avec le soutien des Verts. Plus tard dans la soirée, la gouverneure publie un communiqué acceptant la demande de Rockliff et annonce des élections anticipées pour le 19 juillet en estimant « qu'il n'y a pas de réelle possibilité de former un gouvernement alternatif ».

## Système électoral

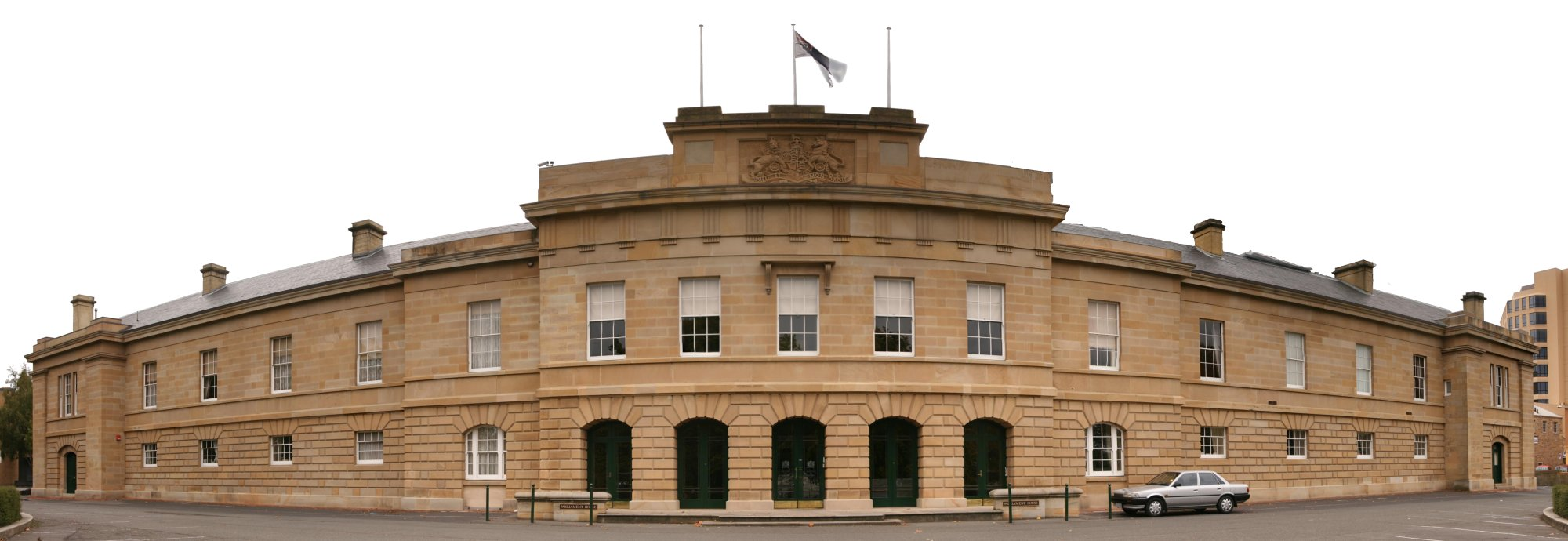
Le bâtiment de l'Assemblée à Hobart.

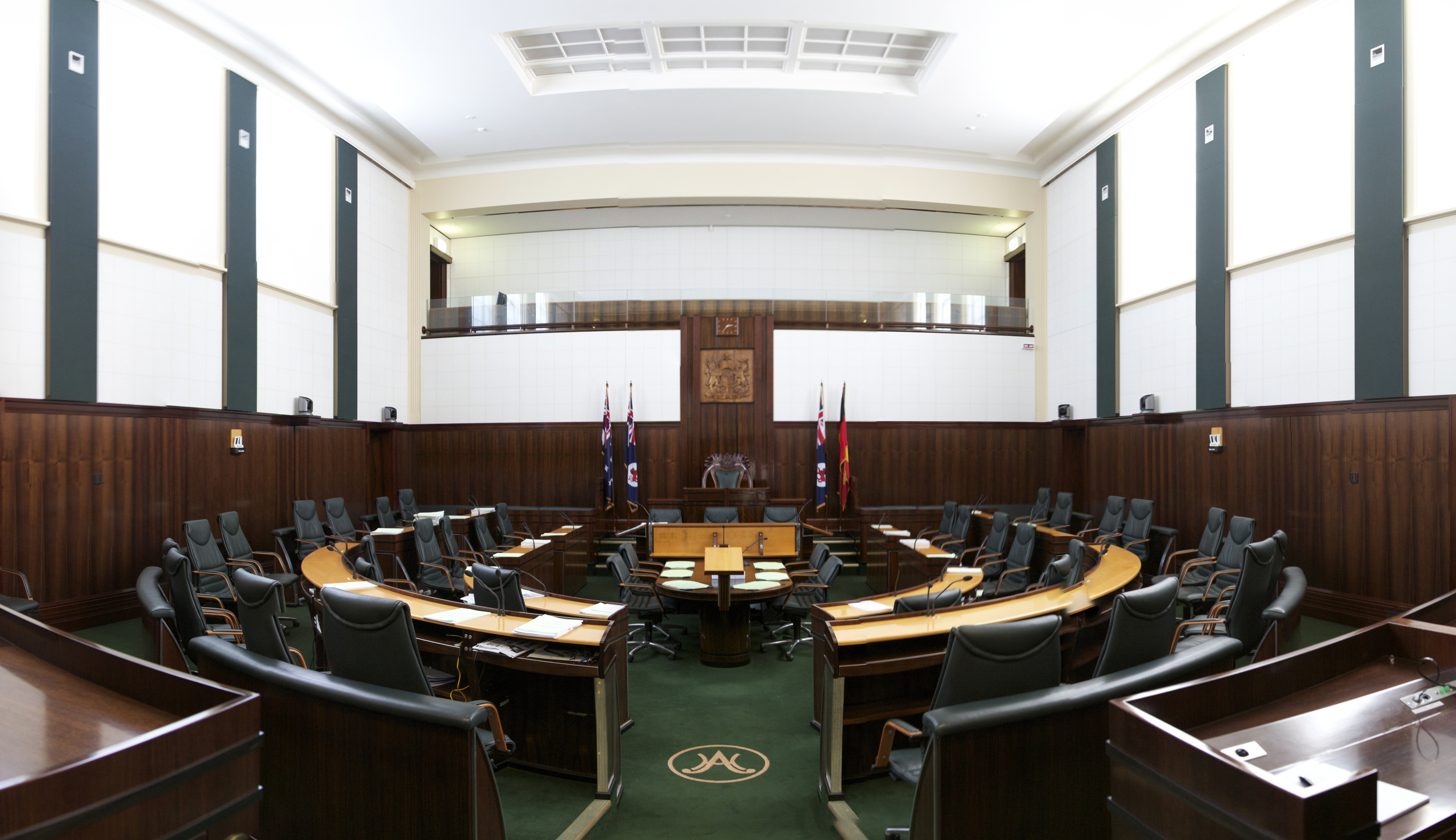
Intérieur de l'Assemblée.

L'Assemblée de Tasmanie est la chambre basse du parlement bicaméral tasmanien. Elle est dotée de 35 sièges pourvus pour quatre ans à l'aide d'une forme modifiée du scrutin à vote unique transférable dans cinq circonscription électorales de sept sièges chacune. Le scrutin utilisé, à finalité proportionnelle, est connu sous le nom de système électoral de Hare-Clark : les électeurs classent au moins autant de candidats que de sièges à pourvoir par ordre de préférences en écrivant un chiffre à côté de chacun de leur noms sur le bulletin de vote, 1 étant la première préférence,. 
Dans la pratique, les candidats sont regroupés sur le bulletin de vote par partis, et les électeurs peuvent librement sélectionner l'ensemble des candidats de ce parti ou en sélectionner des candidats de partis différents. Les partis ne sont pas contraint de présenter autant de candidats que de sièges à pourvoir et, dans le cas de petit partis, tendent à en présenter un nombre restreint afin de limiter la dispersion des voix de leurs électeurs. Contrairement à d'autres parties de l'Australie, les partis ne peuvent distribuer de pamphlet à l'entrée des bureaux de vote indiquant aux électeurs comment répartir leurs voix pour les soutenir.
Au moment du dépouillement, il est d'abord établi le quota de voix à atteindre par un candidat pour obtenir un siège en divisant le nombre de votes valides plus un par le nombre de sièges à pourvoir plus un. Les premières préférences sont d'abord comptées et le ou les candidats ayant directement atteint le quota sont élus. Pour chaque candidat élu, les secondes préférences de ses électeurs sont ajoutés au total des voix des candidats restants, permettant éventuellement à ces derniers d'atteindre à leur tour le quota. Si aucun candidat n'a atteint le quota dans la circonscription, ou qu'il reste des sièges à pourvoir après attribution des secondes préférences, le candidat arrivé dernier est éliminé et ses secondes préférences attribuées aux candidats restants. Si un candidat est élu ou éliminé et que ses secondes préférences vont à un candidat lui-même déjà élu ou éliminé, les préférences suivantes sont utilisées, et ainsi de suite. L'opération est renouvelée jusqu'à ce qu'autant de candidats que de sièges à pourvoir atteignent le quota. La particularité du système de Hare-Clark tient au calcul de la répartition de ces secondes préférences : celles ci sont ainsi divisées par le nombre total de premières préférences du candidat déjà élu. La répartition des sièges est ainsi faite à l'avantage des électeurs qui ne sont pas déjà représentés à l'Assemblée par leur premier choix, ce qui, dans un système de parti, tend à une répartition proportionnelle. Cette proportionnalité du système électoral n'est cependant possible qu'en présence d'un grand nombre de préférences secondaires, au risque en leur absence de se transformer en scrutin majoritaire plurinominal. L'électeur doit par conséquent obligatoirement indiquer un minimum de cinq préférences. À défaut, son bulletin est considéré comme nul,.

## Forces en présences
Les formations ci-dessous sont les branches territoriales des partis nationaux.
| Parti Nom en anglais | Parti Nom en anglais                | Idéologie                                                  | Chef de file     | Résultat en 2024            |
| -------------------- | ----------------------------------- | ---------------------------------------------------------- | ---------------- | --------------------------- |
|                      | Parti libéral Liberal Party         | Centre droit Libéral-conservatisme, libéralisme économique | Jeremy Rockliff  | 36,67 % des voix 14 députés |
|                      | Parti travailliste Labor Party      | Centre gauche Social-démocratie, progressisme              | Dean Winter      | 29,00 % des voix 10 députés |
|                      | Verts australiens Australian Greens | Gauche Écologie politique                                  | Rosalie Woodruff | 13,89 % des voix 5 députés  |
|                      | Parti national National Party       | Centre droit Conservatisme, agrarisme                      | Aucun            | n/a                         |

## Résultats
|                           |                                     |         |       |      |        |               |  |  |  |
| Partis                    | Partis                              | Voix    | %     | +/-  | Sièges | +/-           |  |  |  |
|                           | Parti libéral                       | 139 586 | 39,87 | 3,20 | 14     | en stagnation |  |  |  |
|                           | Parti travailliste                  | 90 563  | 25,87 | 3,13 | 10     | en stagnation |  |  |  |
|                           | Verts                               | 50 545  | 14,44 | 0,55 | 5      | en stagnation |  |  |  |
|                           | Chasseurs, pêcheurs et agriculteurs | 10 159  | 2,90  | 0,57 | 1      | 1             |  |  |  |
|                           | Parti national                      | 5 668   | 1,62  | n/a  | 0      | en stagnation |  |  |  |
|                           | Indépendants                        | 53 800  | 15,31 | 5,69 | 5      | 2             |  |  |  |
|                           |                                     |         |       |      |        |               |  |  |  |
| Votes valides             | Votes valides                       | 350 121 | 94,16 |      |        |               |  |  |  |
| Votes blancs et invalides | Votes blancs et invalides           | 21 701  | 5,84  |      |        |               |  |  |  |
| Total                     | Total                               | 371 822 | 100   | –    | 35     | en stagnation |  |  |  |
| Abstentions               | Abstentions                         | 41 083  | 9,95  |      |        |               |  |  |  |
| Inscrits / participation  | Inscrits / participation            | 412 905 | 90,05 |      |        |               |  |  |  |

## Analyse et conséquences
Organisé à peine plus d'un an après les précédentes élections, les élections frustrent aussi bien le Parti libéral du Premier ministre libéral Jeremy Rockliff que le Parti travailliste du chef de l'opposition Dean Winter, qui espéraient tout deux dégager une majorité et mettre fin à la situation de parlement minoritaire.
La situation demeure à l'inverse strictement inchangée, les deux partis ainsi que les Verts obtenant des résultats très proches de ceux des élections de mars 2024, avec une légère hausse des libéraux sur les travaillistes en termes de part des voix, conduisant aux pires résultats travaillistes de l'histoire du parti en Tasmanie, sans effet toutefois sur la répartition des sièges qui s'avère finalement la même qu'en 2025. Le seul changement concerne le retrait du Réseau Jacqui Lambie, dont les trois sièges reviennent à des élus indépendants ainsi qu'au Parti des chasseurs, pêcheurs et agriculteurs, qui entre pour la première fois à l'Assemblée de Tasmanie,.
Si Jeremy Rockliff reconnait dans la soirée l'échec de son parti à décrocher la majorité absolue, lui et Dean Winter se contestent mutuellement la direction d'un nouveau gouvernement minoritaire, et cherchent tout deux à obtenir le ralliement des cinq députés indépendants ainsi que du député des Chasseurs, pêcheurs et agriculteurs, placés en position de faiseur de roi,. Le dirigeant libéral est affaibli dans cette voie par la nouvelle composition des élus indépendants, dont un seul est jugé proche de la droite. S'il revient sur sa promesse de campagne de ne pas s'appuyer sur les Verts, le dirigeant travailliste obtient malgré tout leur soutien, ainsi que celui de l'indépendant Craig Garland. Il est cependant lui même affaibli politiquement par les mauvais résultats de son parti en termes de voix,.
Face à cette situation incertaine, la Gouverneure Barbara Baker décide le 6 août de reconduire Jeremy Rockliff dans ses fonctions de Premier ministre, et annonce laisser à l'Assemblée le dernier mot sur  la formation du gouvernement via un vote de confiance. Le troisième gouvernement Rockliff prend ses fonctions le 11 août. Sa capacité à obtenir la confiance de l'assemblée est attendue après la session inaugurale de cette dernière le 19 août. Dean Winter réitère son intention de former un gouvernement travailliste en cas d'échec de Rockliff à obtenir la confiance,.
L'intransigenlace de Winter lors des négociations l'amène cependant à perdre le soutien des Verts. Alors que Winter refuse de leur faire les « solides concessions » qu'ils lui demandent, Rockliff s'engage quant à lui sur un audit du secteur d'élevage de saumons, la fin du soutien à celui d'élevage des lévrier greyhound utilisés pour la course et l'abandon des projets d'expansion des exploitations forestières. Se disant « déçue et frustrée » du refus de Winter de s'aligner sur ces concessions, la dirigeante des Verts, Rosalie Woodruff, fait part de sa décision de soutenir le gouvernement Rockliff. L'annonce finit de rallier les indépendants et le SFF au gouvernement. La motion de censure déposée par les travailliste le 19 août échoue par conséquent le jour même, l'ensemble des députés non-travaillistes votant contre, dans une « rare démonstration d'unité ». Il s'agit alors d'une sévère défaite politique pour le Parti travailliste, qui se retrouve largement critiqué pour son incapacité à faire preuve de collaboration et de compromis en vue de la formation d'un gouvernement.